# Asperidorsus holobrunneus
Asperidorsus holobrunneus là một loài bọ cánh cứng trong họ Cerambycidae.